# Macroplea
Macroplea es un género de escarabajos  de la familia Chrysomelidae. En 1819 Samouelle describió el género. Contiene las siguientes especies:
- Macroplea appendiculata Panzer, 1794
- Macroplea flagellata (Askevold, 1988)
- Macroplea minnesotensis (Askevold, 1988)
- Macroplea mutica Fabricius, 1792
- Macroplea pubipennis Reuter, 1875
- Macroplea skomorokhovi Medvedev, 2006